# Tameka Jameson
Tameka Jameson (* 11. August 1989) ist eine ehemalige nigerianisch-US-amerikanische Hürdenläuferin, die sich auf den 400-Meter-Hürdenlauf spezialisiert hat.

## Sportliche Laufbahn
Erste internationale Erfahrungen sammelte Tameka Jameson im Jahr 2010, als sie bei den U23-NACAC-Meisterschaften für die Vereinigten Staaten in 55,97 s die Silbermedaille über 400 m Hürden hinter ihrer Landsfrau T'erea Brown gewann und mit der US-amerikanischen 4-mal-400-Meter-Staffel in 3:29,80 min die Goldmedaille gewann. 2016 gewann sie bei den Afrikameisterschaften in Durban für Nigeria in 57,17 s die Bronzemedaille im Hürdenlauf hinter der Südafrikanerin Wenda Nel und Maureen Jelagat Maiyo aus Kenia. Bereits im März startete sie mit der nigerianischen Staffel bei den Hallenweltmeisterschaften in Portland und belegte dort in 3:34,03 min den vierten Platz. 2020 beendete sie ihre aktive sportliche Karriere im Alter von 31 Jahren.

## Persönliche Bestzeiten
- 400 m Hürden: 55,73 s, 28. Mai 2010 in Greensboro